# Las Incantadas

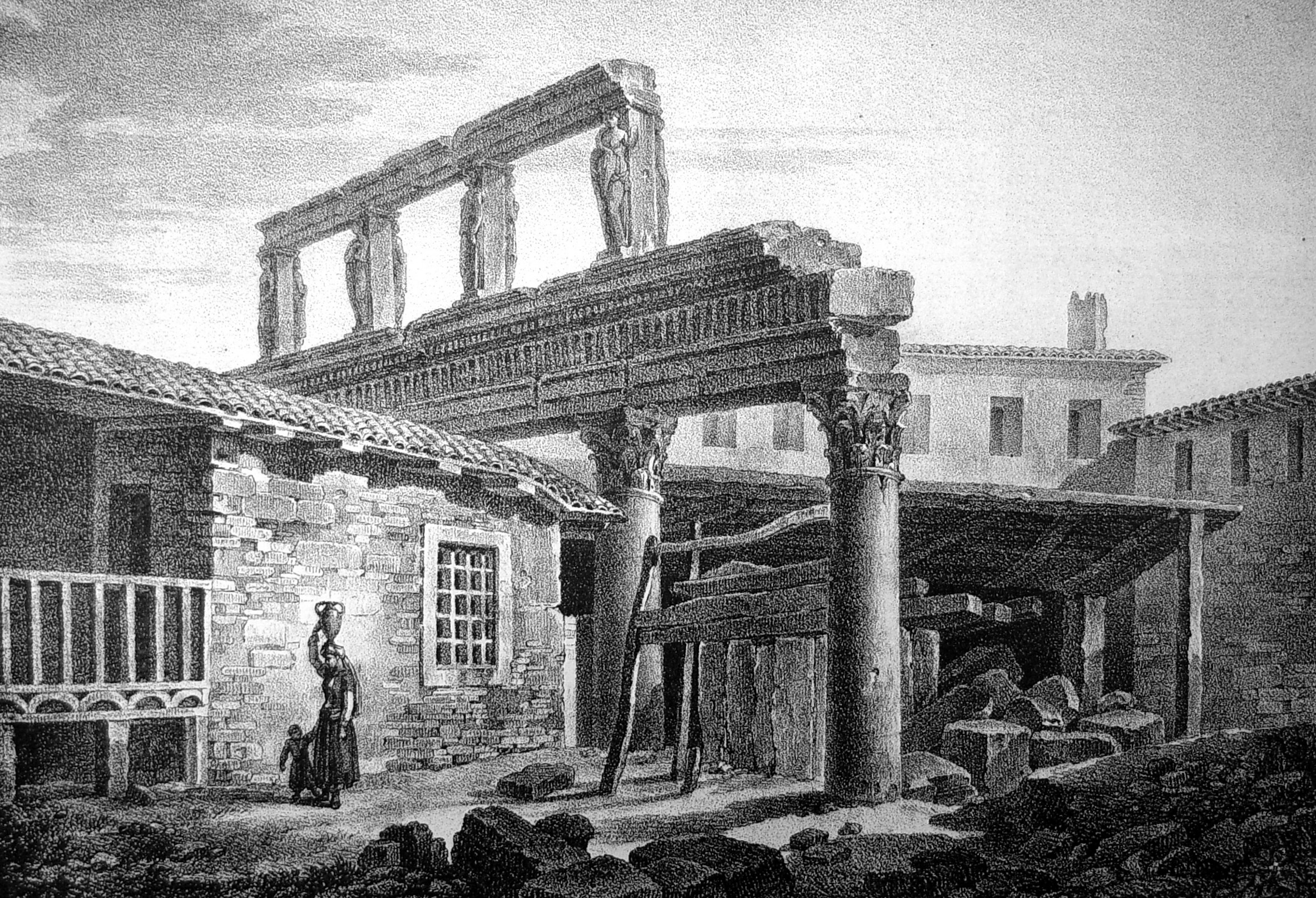
Disegno del colonnato di "las Incantadas" nel 1831

Las Incantadas era un monumento romano dell'agorà di Tessalonica, i cui resti rimasero visibili nel quartiere ebraico sefardita di Salonicco fino al 1864.

## Storia e descrizione
I resti erano stati disegnati per la prima volta nel 1686 da Gravier d'Otières e furono descritti e raffigurati anche da altri viaggiatori settecenteschi e ottocenteschi.
Nel 1864 il monumento fu parzialmente smontato e trasportato a Parigi dal paleografo francese Emmanuel Miller, al quale era stato venduto dal governatore ottomano. Al Museo del Louvre si conservano quattro pilastri decorati con rilievi, e frammenti della trabeazione e dei capitelli.
I resti erano costituiti da un colonnato con fusti in marmo cipollino e capitelli corinzi, sormontato da una trabeazione che sorreggeva un secondo ordine di pilastri decorati su entrambi i lati da altorilievi con figure (i quattro pilastri conservati mostrano una baccante intenta a suonare il doppio flauto, Dioniso, Arianna, Leda, una Nike alata, un'Aura, uno dei Dioscuri e Ganimede) e sorreggenti una seconda trabeazione.
L'architrave inferiore aveva un'iscrizione frammentaria in greco ("ΝΓΕΓΕΜΗΝΟΝ ΥΠΟ").

### Immagini
|        |                                       | Pilastro 1 | Pilastro 2 | Pilastro 3 | Pilastro 4 |
| ------ | ------------------------------------- | ---------- | ---------- | ---------- | ---------- |
| Lato 1 | Soggetto                              | Nike alata | Αύρα       | Dioscuro   | Ganimede   |
| Lato 1 | Illustrazione (Stuart & Revett, 1794) |            |            |            |            |
| Lato 1 | Fotografia (Louvre)                   |            |            |            |            |
|        |                                       |            |            |            |            |
| Lato 2 | Soggetto                              | Aura       | Arianna    | Dioniso    | Menade     |
| Lato 2 | Illustrazione (Stuart & Revett, 1794) |            |            |            |            |
| Lato 2 | Fotografia (Louvre)                   |            |            |            |            |

## Interpretazione
Il monumento è stato interpretato come una recinzione monumentale che separava due spazi distinti dell'agorà.
In base alle sculture e ai capitelli era stato datato all'epoca di Galerio, che aveva fatto di Tessalonica la sua capitale intorno all'anno 300, ovvero all'epoca di Adriano o poco dopo, alla metà del II secolo, o più probabilmente in epoca severiana (tra la fine del II e gli inizi del III secolo).

## Leggenda
Una favola popolare seicentesca, sarebbe all'origine del nome dato ai resti dell'edificio dagli Ebrei spagnoli residenti a Tessalonica
Secondo questa favola i resti di colonne sarebbero appartenuti ad una galleria che avrebbe messo in comunicazione il palazzo di Alessandro Magno con quello in cui era ospitato il re di Tracia: Alessandro avrebbe sedotto la moglie del re e attraverso la galleria sarebbe andato agli appuntamenti con l'amante. Il re, volendo vendicarsi, avrebbe ordinato ad un mago al suo servizio un sortilegio che avrebbe trasformato in pietra chiunque fosse passato dalla galleria all'ora in cui Alessandro doveva recarsi all'appuntamento con la regina. Aristotele, immaginato come un mago ancor più potente, si sarebbe però accorto della minaccia e avrebbe avvertito Alessandro di non andare all'appuntamento previsto. La regina, dopo una lunga attesa, non vedendo arrivare il suo amante, sarebbe lei stessa andata nella galleria con una ancella, e contemporaneamente il re sarebbe anche lui sopraggiunto per assistere alla sua vendetta, accompagnato dal mago: tutti e quattro avrebbero allora subito l'effetto dell'incantesimo e sarebbero stati trasformati in pietra.